# ARA Veinticinco de Mayo (1891)
«Вейнтісінко де Майо» (ісп. ARA Veinticinco de Mayo) — бронепалубний крейсер військово-морських сил Аргентини кінця XIX століття.

## Історія створення
Бронепалубний крейсер «Вейнтісінко де Майо» початково не мав замовника. Він був спроектований інженером фірми «Armstrong Whitworth» Філіппом Воттсом та мав назву «Necochea». Пізніше корабель був викуплений Аргентиною та названий «Вейнтісінко де Майо», на честь дати початку Травневої революції.
Корабель був закладений 18 червня 1885 року на верфі фірми у місті Ньюкасл-апон-Тайн. Спущений на воду 5 травня 1890 року, вступив у стрій у лютому 1891 року.

## Конструкція
Філіпп Воттс взяв за основу крейсер «П'ємонте». По всій довжині корпусу (крім машинного та котельного відділень) проходило подвійне дно. Корабель мав сталеву броню, скоси мали товщину 89 мм в нижній частині і 114 мм - у верхній. Броньова палуба мала товщину 89 мм над машинним відділенням і 42 мм в інших частинах, на закінченнях вона зменшувалась до 25 мм.
Інженери пропонували встановити броньовий пояс шириною 2,1 м для захисту від скорострільної артилерії, але корабель був збудований за початковим проектом.
Озброєння складалось з двох нескорострільних 210-мм гармат «21 cm L/35», восьми 120-мм гармат та дванадцяти 47-мм гармат. Крім того, на кораблі були встановлені три 450-мм торпедні апарати - один в носовій частині, і два - по бортах.
Силова установка складалась з 4 парових котлів та двох вертикальних парових машин потужністю 14 050 к.с. На випробуваннях корабель досягнув швидкості 22,4 вузлів при форсованому режимі роботи силової установки. Таким чином, на момент вступу у стрій корабель був найшвидшим крейсером у світі.
Нормальний запас вугілля становив 300 тонн, максимальний — 620 тонн. На цьому запасі корабель міг пройти 8 000 миль на 10 вузлах.

## Історія служби
У 1901 році, під час напруження у стосунках з Чилі корабель перебував у Ріо-Гальєгос. Після завершення місії він був виведений в резерв.
У 1910 році, під час святкування 100-ріяччя травневої революції корабель був включений до складу 2-годивізіону кораблів ,після чого знову перебував у резерві. 
Під час Першої світової війни корабель був виведений з резерву. Потім він певний час служив навчальним кораблем для машинних команд, допоки у 1916  році не був виключений зі складу флоту та розібраний на брухт у 1921 році.